# Mega hair
Mega hair, mega-hair, ou ainda, megahair é, no Brasil, um termo em inglês utilizado para se referir a alongamento de cabelo (também, alongamento capilar) ou extensão de cabelo (também, extensão capilar). Na prática, refere-se a interações de cabelos naturais para aumentar o comprimento e volume ao cabelo de homens e principalmente de mulheres.

## Origem
Atualmente com diversas variaçôes, o mega hair não é um método novo. Segundo historiadores egípcios, no Antigo Egito, cerca de 3400 a.C., a prática era comum para mostrar a expressão artística, com maior elaboração e requinte nos alongamentos masculinos.
Durante séculos, o alongamento de cabelo teve variações de acordo com a cultura de cada país. Os japoneses consideram os cabelos longos atrelados aos enfeites nobreza e um amuleto para proteção contra o mal.
A febre do alongamento de cabelos sofreu um esfriamento por volta do ano de 1800, retornando no início do século XX, que então era usado para criar o penteado topete, permanecendo até 1940.

## Quem utiliza
Observando a história da humanidade, alongar os cabelos já foi e já deixou de ser tendência várias vezes, porém, aparentemente sempre foi algo associado as elites e na década de 90 passou a ser mais acessível a pessoas comuns. Desde então, o alongamento comprido voltou à tona. Este mega hair é utilizado por diversas celebridades pelo mundo e proporciona um aspecto muito natural. Jessica Metivier do America Now News afirma que praticamente todas as atrizes de Hollywood utilizam estes alongamentos.
O mega hair pode ser utilizado por quem carece de maior volume para suas madeixas, para quem sofre de queda capilar ou falhas. É utilizado geralmente com fins estéticos, mas isto pode ir além. Pacientes oncológicos geralmente recebem a indicação para utilizar esta técnica ou mesmo outras próteses capilares, sendo os cabelos fonte importante de auto-estima, especialmente para quem perde os perde num tratamento médico agressivo e invasivo como a quimioterapia.

## Métodos de aplicação
Existem diferentes técnicas para a realização do mega hair.

### Cola de queratina
Cola-se o cabelo da raiz com cabelo do mega hair com um polímero de queratina. Este polímero se funde ao cabelo proporcionando um resultado mais natural e as mechas são coladas com uma pinça aquecidas ,mais ou menos 280 graus, unindo a queratina da mecha com a do cabelo da pessoa.
A durabilidade varia do profissional e do crescimento do cabelo natural , pois se bem colocado, não é normal que as mechas se soltem.
Para remover é necessário um produto específico que dissolve o polímero derretido e técnica correta de remoção para que o cabelo não seja danificado.

### Nó italiano
Os fios de cabelo do mega hair são trançados/unidos com os fios do cabelos da pessoa que esta recebendo o alongamento e amarrado com um elástico para fixação.
Nos primeiros 3 dias é normal dor de cabeça intensa, pois geralmente, os fios de cabelos são fixados apertados ao couro cabeludo.
Do quarto ao sétimo dia pode ocorrer uma coceira intensa por diversos motivos, que podem ser: reações ao elástico, falta de costume do couro cabeludo com peso/quantidade de cabelo, ponta do mega hair que não foi dobrada/cortada para colocação e acabam espetando o couro cabeludo ou até mesmo, falta de lavagem da cabeça pela dor intensa dos primeiros dias.

### Micro link[8]
São colocados tufos de cabelo presos com o "micro link", uma espécie de anel de metal que não enferruja. A durabilidade depende do tipo de cabelo, crescimento e cuidado. Para remoção é necessário um profissional especializado que remove o mega com um alicate específico.

### Nó jamaicano
Faixas de mechas de cabelo para alongamento são costuradas alternadas com faixas de cabelo da pessoa.

### Tic-tac
Uma pequena rede de cabelos divida em varias partes e tamanhos fixadas com presilhas. Este é provavelmente o método de aplicação mais rápida, porém, menos versátil.

## Como utilizar
Existem muitas dúvidas referentes as possibilidades de penteados com a utilização de mega hair, basicamente, o mega hair não muda em nada as possibilidades de se criar qualquer tipo de penteado. Na própria internet é possível encontrar fotos com muitos penteados diferentes.

## Contraindicação
O mega hair é contraindicado para quem está com cabelo fragilizado ou com queda acentuada.